# Évolution territoriale de l'Allemagne
L'évolution territoriale de l'Allemagne est l'ensemble des modifications des territoires de ce pays survenus au cours de son histoire, qui a conduit au territoire allemand tel qu'il est aujourd'hui.

## Empire allemand

Carte de l'Empire allemand entre 1871 et 1918, mettant en évidence les différents États le composant.

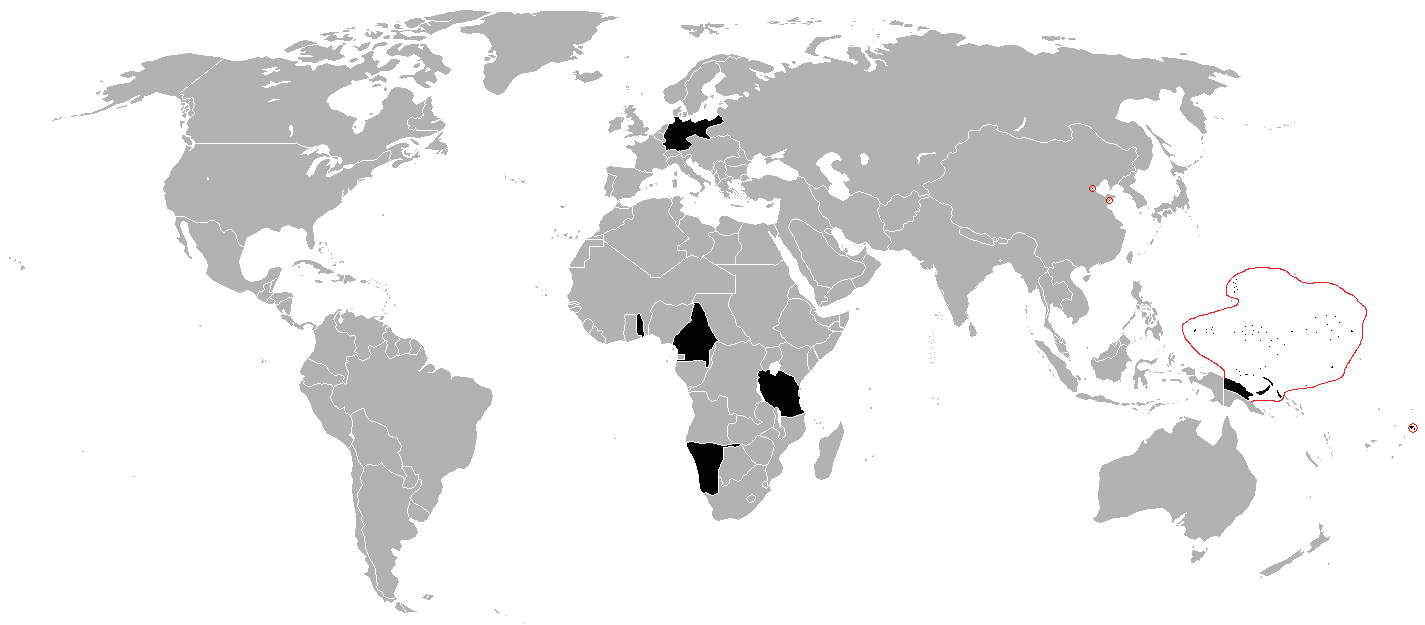
Étendue de l'empire colonial allemand en 1914.

L'Allemagne est unifiée le 18 janvier 1871 et l'Empire allemand est proclamé. Il réunit les territoires de la Confédération de l'Allemagne du Nord, du royaume de Bavière, du royaume de Wurtemberg, du grand-duché de Bade et du grand-duché de Hesse. Le 10 mai 1871, le traité de Francfort est signé : la Troisième République perd l'Alsace-Moselle qui forme en Allemagne le territoire d'Alsace-Lorraine.
À la fin du XIXe siècle, l'Allemagne constitue un empire colonial. Le 5 juillet 1884 est créé le protectorat du Togoland, première colonie allemande en Afrique. Suivent la colonisation du Sud-Ouest africain allemand (7 août 1884), de la Nouvelle-Guinée allemande (3 novembre 1884), de l'Afrique orientale allemande (27 février 1885), du Kamerun (30 avril 1885), du protectorat du Wituland (27 mai 1885), et des Samoa allemandes (1er mars 1900).
En 1890, le Royaume-Uni cède Heligoland à l'Allemagne.
Le 1er août 1914, l'Allemagne entre dans la Première Guerre mondiale en déclarant la guerre à la Russie, et dans les jours suivants à la France, au Royaume-Uni et à la Belgique. Dès les premiers temps de la guerre, l'Allemagne envahit à l'ouest le Luxembourg, la Belgique et le nord-est de la France, et à l'est une partie de l'Empire russe (Pologne, Lituanie, Lettonie), tandis que les colonies allemandes sont envahies par les forces britanniques, françaises, belges et japonaises.
Le 3 mars 1918, le traité de Brest-Litovsk met fin au front de l'Est. La Russie renonce à la Finlande, aux futurs pays baltes (Estonie, Lettonie, Lituanie), à la Pologne, à la Biélorussie et à l'Ukraine, les cédant implicitement à l'Empire allemand. Celui-ci n'a cependant pas les moyens d'occuper durablement ces territoires avant sa défaite sur le front de l'Ouest. En novembre 1918, la révolution allemande entraîne l'abdication de Guillaume II et la fin de l'Empire allemand, remplacé par la république de Weimar (dont la constitution sera adoptée le 11 août 1919), tandis que l'Allemagne signe l'armistice marquant la fin des combats de la Première Guerre mondiale.

## République de Weimar

Modification territoriale de l'Allemagne après la Première Guerre mondiale.

Le traité de Versailles, signé le 28 juin 1919, entraîne pour l'Allemagne la perte de 15 % de son territoire européen ainsi que de la totalité de ses colonies. En Europe, les modifications suivantes sont apportées :
- l'Alsace-Moselle est restituée à la France ;
- la Belgique récupère les cantons de l'Est, qu'elle avait perdu en 1815 ;
- la Pologne reçoit une grande partie des provinces orientales du pays (tout ou partie de la province de Prusse-Occidentale, de la province de Prusse-Orientale et de la province de Posnanie) ;
- la Tchécoslovaquie reçoit la région de Hlučín (en Haute-Silésie) ;
- Dantzig devient une « ville libre », séparant la province de Prusse-Orientale du reste de l'Allemagne ;
- le territoire du Bassin de la Sarre et le territoire de Memel sont placés sous administration internationale.

Le 14 février 1920, après un plébiscite, l'Allemagne perd le contrôle du Schleswig du Nord, qui est dès lors administré par le Danemark. Le 21 mars 1921, un autre plébiscite donne un tiers de la Haute-Silésie à la Pologne.
Le 8 mars 1921, les troupes belges et françaises occupent Duisbourg et Düsseldorf. Puis, le 11 janvier 1923, les troupes françaises occupent le reste de la Ruhr. En réaction, la République rhénane est proclamée le 21 octobre 1923, avant d'être dissoute le 26 novembre 1924. L'occupation de la Ruhr prend fin le 25 août 1925.

## Troisième Reich

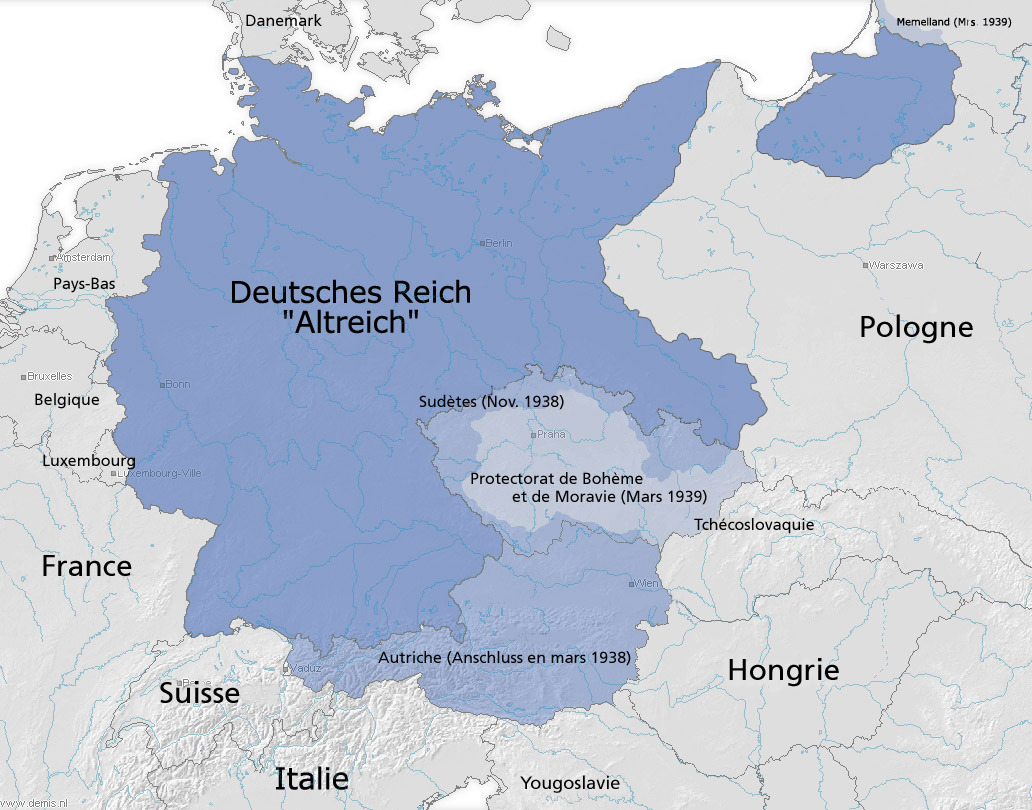
L'Allemagne en 1938, après avoir annexé l'Autriche et la région tchécoslovaque des Suèdetes. Des régions peuplés d'Allemands.

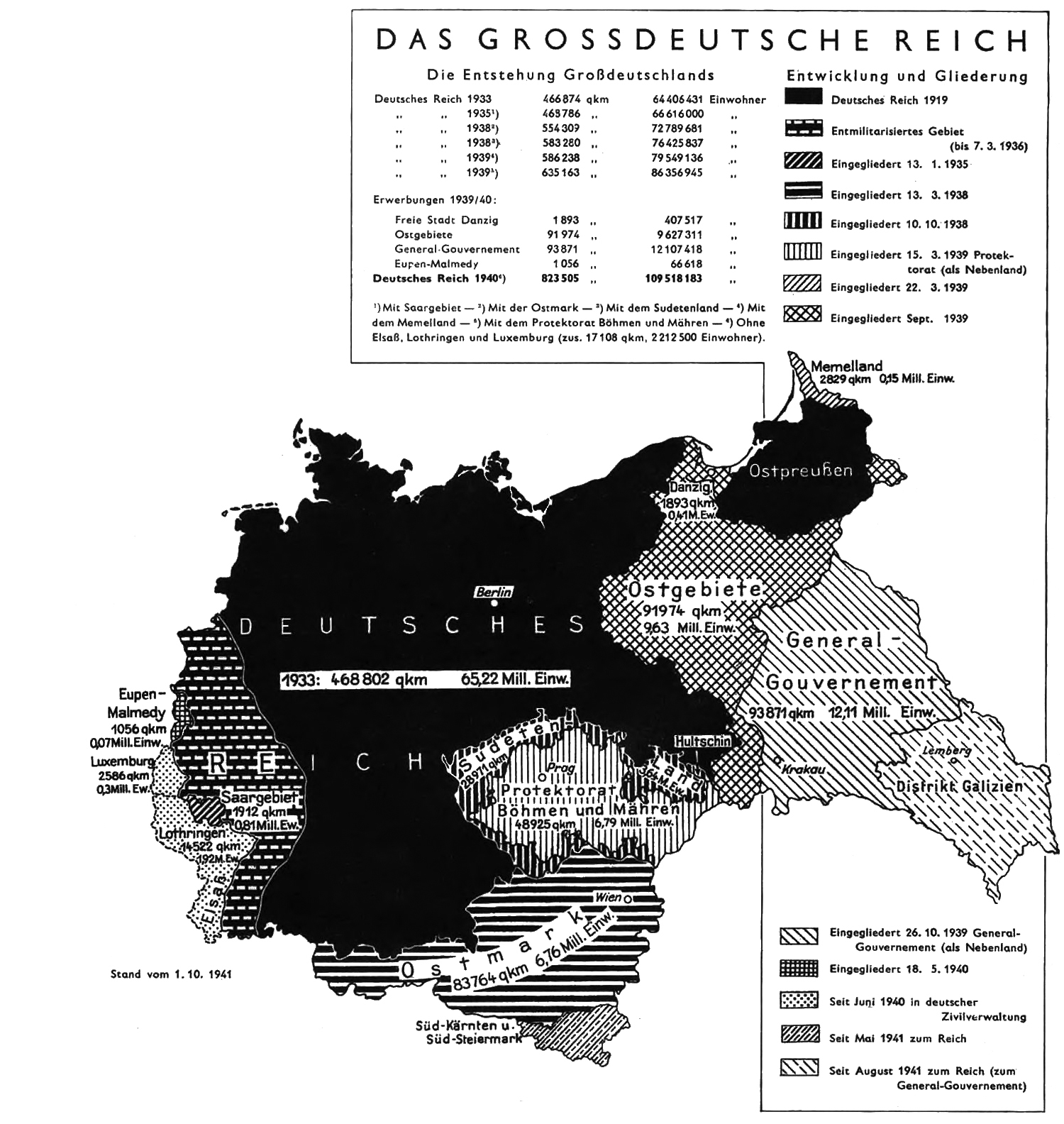
Carte de la « Grande Allemagne » en 1941, avec l'historique des annexions, les populations et les km2, tirée de lAtlas pour le Soldat (une publication officielle de l'O.K.H.).

Carte du contrôle territorial du Troisième Reich à l'été 1942. Il s'agit de l'extension maximale de l'histoire de l'Allemagne.

Le Parti nazi prend le pouvoir le 30 janvier 1933, entraînant la dissolution des institutions de la République de Weimar et l'instauration du Troisième Reich.
Le 13 janvier 1935, après plébiscite, le territoire du Bassin de la Sarre revient à l'Allemagne. Le 7 mars 1936, le pays occupe militairement la zone jusque là démilitarisée de la Rhénanie. Le 13 mars 1938, l'Allemagne annexe l'Autriche lors de l'Anschluss. Le 30 septembre 1938, le pays annexe les Sudètes au détriment de la Tchécoslovaquie. Suivent l'occupation du protectorat de Bohême-Moravie le 15 mars 1939, puis l'occupation et l'annexion du territoire de Memel, alors sous contrôle de la Lituanie, le 23 mars 1939.
l'Allemagne envahit la Pologne, déclenchant la Seconde Guerre mondiale. Jusqu'en 1943, l'Allemagne annexe les territoires suivants :
- en Belgique, les cantons de l'Est ;
- en France, l'Alsace-Moselle ;
- en Italie, partie du Tyrol du Sud ;
- au Luxembourg, la totalité du pays ;
- en Pologne, la moitié occidentale du pays ;
- en Yougoslavie, certaines parties de la Slovénie, principalement la Haute-Styrie.

## Depuis 1945

Carte de l'Allemagne en 1945 indiquant les zones d'occupation et les régions annexées par d'autres pays.

L'Allemagne capitule le 8 mai 1945. Le 5 juillet 1945 est formé le Conseil de contrôle allié organisant l'occupation de l'Allemagne. Le pays, ainsi que Berlin, est partagé en quatre zones d'occupation, américaine, britannique, française et soviétique.
La conférence de Potsdam prend fin le 2 août 1945. L'Allemagne perd définitivement tous les territoires annexés après 1937. La province de Prusse-Orientale est partagée entre la Pologne et l'Union soviétique. La Pologne reçoit en outre une large partie du territoire allemand, principalement à l'est de la ligne Oder-Neisse, réduisant la superficie de l'Allemagne de 25 % par rapport à 1937. La population de ces territoires, près de 14 millions, sera expulsée de force. Des projets de démembrement complet de l'Allemagne sont évoqués, mais ne seront pas poursuivis.
Le 2 décembre 1946, les zones d'occupation américaine et britannique sont fusionnées au sein de la Bizone, auxquels se joindra la zone française le 6 mars 1948 pour former la Trizone. Par ailleurs, le 17 décembre 1947, le protectorat de la Sarre est constitué. Le 20 mars 1948 : les représentants soviétiques quittent le Conseil de contrôle allié, en représailles des décisions prises lors de la conférence de Londres.
Le 23 mai 1949, est créée la République fédérale d'Allemagne (RFA, ou Allemagne de l'Ouest), sur le territoire de la Trizone. Berlin-Ouest ne fait pas partie de la RFA et reste sous contrôle allié jusqu'en 1991 ; la capitale de l'État est Bonn. Le 7 octobre 1949, est créée la République démocratique allemande (RDA, ou Allemagne de l'Est), sur le territoire occupé par l'Union soviétique.
Par les accords de Görlitz signés le 6 juillet 1950, l'Allemagne de l'Est reconnaît la ligne Oder-Neisse comme frontière orientale de son territoire. En 1952 est opérée une réorganisation administrative de l'Allemagne de l'Est : les Länder sont remplacés par 14 districts.
En 1955, l'Union soviétique proclame la souveraineté complète de l'Allemagne de l'Est sur son territoire. L'autorité est-allemande sur Berlin-Est ne sera jamais reconnue par les États-Unis, la France et le Royaume-Uni.
Le 1er janvier 1957, la Sarre est réintégrée à l'Allemagne de l'Ouest après un référendum tenu le 23 octobre 1955.
En 1990 a lieu la réunification de l'Allemagne. Le 12 septembre 1990 est signé le traité de Moscou par les deux Allemagnes, les États-Unis, la France, le Royaume-Uni et l'Union soviétique. La réunification est effective le 3 octobre 1990. Les anciens Länder d'Allemagne de l'Est, abolis en 1952, sont recréés. Le 14 novembre 1990, l'Allemagne réunifiée reconnaît le tracé de sa frontière avec la Pologne. Le 15 mars 1991, le traité de Moscou est ratifié par l'Allemagne. Le pays devient souverain sur l'intégralité de son territoire et réitère la reconnaissance de ses frontières actuelles.